# Равера, Камилла
Ками́лла Раве́ра (итал. Camilla Ravera; 18 июня 1889, Акви-Терме, Пьемонт — 14 апреля 1988, Рим) — деятельница итальянского коммунистического движения. Первая женщина в истории страны, возглавившая политическую партию и ставшая пожизненным сенатором. Считается знаковой фигурой для итальянского феминизма.
Активистка Итальянской коммунистической партии с момента её основания, член её Центрального комитета в 1923—1930 годах и Политбюро ЦК КПИ 1926—1930 годах, генеральный секретарь ЦК КПИ в 1927 году. Участница борьбы против фашистского режима в Италии (и Движения Сопротивления в 1943—1945 годах). В 1930—1935 годах в тюрьме, В 1935—1943 годах в ссылке. Депутат парламента в 1948—1958 годах, сенатор в 1982—1988 годах.

## Биография
Дочь служащего из министерства финансов, работала учительницей в Турине.
Трое её братьев были призваны в армию во время Первой мировой войны: один из них погиб в боевых действиях на фронте, второй удушился отравляющими газами. Камилла приобщилась к социалистическому движению, когда приходила в 1918 году в туринское отделение Итальянской социалистической партии выплачивать взносы третьего брата — Чезаре, пока тот был в окопах. Впоследствии она также вспоминала, что ещё в восьмилетнем возрасте её впечатлила колонна бастующих работниц под красным флагом, который нёс основатель ИСП Филиппо Турати.
В 1919-1920 годах она присоединилась к туринской группе, образовавшейся вокруг марксистского еженедельника L’Ordine Nuovo («Ордине Нуово») под редакцией Антонио Грамши. Грамши поручил ей в издании вести женскую рубрику La Tribuna delle donne, а в июле 1921 года пригласил её в редколлегию газеты, ставшей ежедневной.
К тому моменту Равера и остальные представители «Ордине Нуово» уже выступили одними из основателей Коммунистической партии Италии (будущей Итальянской коммунистической партии) на XVII съезде ИСП в Ливорно в январе 1921 года. Отвечая за женскую организацию (в 1922—1926 годах она заведовала работой среди женщин), Равера в 1924 году создала периодическое издание La Compagna («Компанья»).
После фашистских законов 1926 года Равера выступила против ликвидаторских тенденций со стороны правого крыла компартии во главе с Анджело Таска и работала над укреплением подпольной организации партии, держа итальянских коммунистов в постоянном контакте. После ареста Грамши фашистскими властями она в 1927 году исполняла обязанности секретаря КПИ, пока Пальмиро Тольятти не заменил во главе партии прежнего лидера. До своего ареста в 1930 году Равера была второй по важности фигурой в Коммунистической партии Италии.
Раверу делегировали на Четвёртый и Шестой конгрессы Коминтерна, где она встретилась с Лениным, Сталиным и Кларой Цеткин. В 1928—1929 годах представляла КПИ при Коминтерне, однако в итоге отказалась от возможности работы в коминтерновских структурах и вернулась к подпольной антифашистской деятельности, которую она вела под псевдонимами «Сильвия» и «Микеле». Поскольку организованный Раверой нелегальный штаб КПИ под Генуей был выдан, она осела в Швейцарии на итальянской границе.
10 июля 1930 года она была арестована в Ароне (Новара) после того, как переправилась по озеру Лаго-Маджоре для встречи с подпольщиками, и приговорена Особым фашистским трибуналом к 15 годам тюремного заключения. Она провела 5 лет в своей камере, а затем в ссылке под надзором в Монтальбано-Йонико, Сан-Джорджо-Лукано, Понце и Вентотене.
В 1939 году она вместе с Умберто Террачини выступила против пакта Молотова — Риббентропа, за что их исключили из партии. В 1945 году она была восстановлена в Итальянской коммунистической партии, а в следующем году — избрана в городской совет Турина. После освобождения избиралась в состав ЦК ИКП (1946—1951 годы), входила в ЦКК ИКП с 1951 года. Глава Союза итальянских женщин, она представляла ИКП в Палате депутатов двух созывов (1948—1958).
Уйдя на пенсию и в частную жизнь, в 1982 году она была назначена пожизненным сенатором (по словам христианского демократа Джулио Андреотти, первый социалистический президент Италии Сандро Пертини отдал ей предпочтение перед предлагавшейся ему кандидатурой банкира со словами: «Я не помню, чтобы он был с нами, когда мы сражались с фашизмом»). Она была первой женщиной, произведённой в пожизненные сенаторы.
Она умерла 14 апреля 1988 года. Два дня спустя поминовение по ней возглавляли председательница Палаты Нильде Йотти и секретарь Итальянской коммунистической партии Алессандро Натта. Равера похоронена в мавзолее ИКП на кладбище Верано в Риме.

## Память
В Сан-Джорджо-Лукано — одном из мест её заключения — в 2007 году на фасаде дома, в котором она провела 1936-1937 годы, была установлена мемориальная доска.
В её честь был назван клуб ИКП в Акви, который ныне принадлежит Партии итальянских коммунистов, а также ряд улиц: в Риме, Алессандрии, Ферраре, Суззаре и Риньяно Сулл’Арно.
В Турине местная администрация посвятила ей сад (в 2008 году) и муниципальный детский сад.

## Издания на русском
- Камилла Равера. Воспоминания. — М.: Политиздат, 1976.
- Камилла Равера. Могущество правды (Воспоминания о Ленине) // Газета «Комсомольская правда», 9.4.1960.